# Przestrzeń wchodu
Przestrzeń wchodu, wchód miednicy – jest ograniczona przez dwie równoległe płaszczyzny, z których górna biegnie przez guzki łonowe i wzgórek kości krzyżowej (górna płaszczyzna wchodu), a dolna przez kresę graniczną (dolna płaszczyzna wchodu). Wymiar prosty płaszczyzny wchodu górnej przebiega od górnego brzegu spojenia łonowego do promontorium (krążek międzykręgowy pomiędzy L5 a kością krzyżową). Prawidłowo powinien on mieć 11 cm. Wymiar poprzeczny wchodu łączy oba najbardziej oddalone punkty linii granicznych i wynosi 12–13 cm. Wymiar skośny przebiega od wyniosłości biodrowo-łonowej do stawu krzyżowo-biodrowego strony przeciwnej i wynosi 12–13 cm.